# Krebs' Skole
Krebs' Skole er en privatskole beliggende på Stockholmsgade i Østervold-kvarteret i København. Skolen har ca. 400 elever fordelt på 20 klasser fra 0. til 9. klassetrin.

## Historie
Skolen blev grundlagt 15. august 1872 af Conrad Krebs som forberedelsesskole til Metropolitanskolen. Siden 1878 har den haft adresse på Stockholmsgade i en bygning tegnet af Charles Abrahams. I modsætning til mange andre privatskoler er Krebs' Skole ikke tilknyttet særlige pædagogiske retninger, men bestræber sig på at give eleverne et solidt bogligt fundament. Lærerne har metodefrihed. Skolen har en række traditioner, bl.a. er hver klasse opkaldt efter en kendt person i dansk kulturhistorie.
Skolen har udover klassernes navne mange gamle traditioner bl.a. "griseslagtningen" i december og "svendeprøven" for førsteklasserne.

## Kongelige elever
- Kong Frederik 10. (1974–1981)
- Prins Joachim (1974–1982)
- Grev Nikolai (2004–2014)[1]
- Grev Felix (2008–2018)[2]

## Klasser
| Klassetrin      | Navn 1. spor         | Navn 2. spor       |
| --------------- | -------------------- | ------------------ |
| Børnehaveklasse | Krebs                | Krohn              |
| 1. klasse       | Christian den Tiende | H.C. Andersen      |
| 2. klasse       | Christian den Fjerde | Absalon            |
| 3. klasse       | Peter Tordenskjold   | Niels Ebbesen      |
| 4. klasse       | Tycho Brahe          | Hans Egede         |
| 5. klasse       | Ludvig Holberg       | Bertel Thorvaldsen |
| 6. klasse       | Knud Rasmussen       | H.C. Ørsted        |
| 7. klasse       | St.St. Blicher       | N.F.S. Grundtvig   |
| 8. klasse       | N.W. Gade            | Carl Nielsen       |
| 9. klasse       | Wilh. Marstrand      | J.Th. Lundbye      |